# Edyta Jasińska
Edyta Jasińska (ur. 28 listopada 1986 w Lubaniu) – polska kolarka torowa i szosowa, reprezentantka Polski, wicemistrzyni Europy (2013, 2014), wielokrotna mistrzyni Polski na torze i szosie. Uczestniczka Igrzysk Olimpijskich w Rio de Janeiro (2016).

## Kariera sportowa
Reprezentuje barwy MKS Emdek Budopol Bydgoszcz.

### Torowe mistrzostwa świata
- 2009: 3000 m na dochodzenie indywidualnie – 19 m., 3000 m na dochodzenie drużynowo – 13 m.
- 2010: 3000 m na dochodzenie drużynowo – 12 m.
- 2011: wyścig punktowy – nie ukończyła, 3000 m na dochodzenie drużynowo – 14 m.
- 2013: 3000 m na dochodzenie drużynowo – 4 m.
- 2014: 4000 m na dochodzenie drużynowo – 4 m.
- 2015: 3000 m na dochodzenie indywidualnie – 16 m.
- 2016: 4000 m na dochodzenie drużynowo – 7 m.[1]

### Igrzyska olimpijskie
- 2016: 4000 m na dochodzenie drużynowo: 8. miejsce

### Torowe mistrzostwa Europy
- 2010: 3000 m na dochodzenie drużynowo – 6 m., sprint drużynowo – 6 m.
- 2011: 3000 m na dochodzenie drużynowo – 8 m.
- 2013: 4000 m na dochodzenie drużynowo – 2 m. (z Małgorzatą Wojtyrą, Eugenią Bujak i Katarzyną Pawłowską)
- 2014: 4000 m na dochodzenie drużynowo – 4 m., 3000 m na dochodzenie indywidualnie – 18 m., wyścig punktowy – 25 m.
- 2015: 4000 m na dochodzenie drużynowo – 4 m.

### Torowe mistrzostwa Polski
- 2007: 3000 m indywidualnie – 1 m.
- 2008: 3000 m indywidualnie – 1 m.
- 2009: 3000 m indywidualnie – 1 m., 3000 m drużynowo – 1 m.
- 2010: 3000 m indywidualnie – 1 m., 3000 m drużynowo – 1 m., wyścig punktowy – 3 m., omnium – 3 m.
- 2012: 3000 m indywidualnie – 2 m., 3000 m drużynowo – 3 m.
- 2013: 4000 m drużynowo – 3 m., wyścig punktowy – 3 m.
- 2014: 3000 m indywidualnie – 1 m., omnium – 3 m.
- 2015: 3000 m indywidualnie – 1 m, omnium – 3 m.

### Szosowe mistrzostwa Polski
- 2009: wyścig indywidualny ze startu wspólnego – 2 m., jazda drużynowa na czas – 2 m.
- 2010: jazda drużynowa na czas – 1 m., jazda parami – 1 m. (z Małgorzatą Ziemińską)
- 2011: jazda drużynowa na czas – 3 m.
- 2012: jazda drużynowa na czas – 1 m.